# Берислав Бадурина
Берислав Бадурина (Сињ, 8. мај 1924 — Загреб, 3. децембар 2002) био је правник, учесник Народноослободилачке борбе, амбасадор СФРЈ и генерал-мајор ЈНА.

## Биографија
Гимназију је завршио у Сињу. Од 1939. био је члан је СКОЈ-а, а учесник Народноослободилачке борбе од 1941. године. Члан КПЈ постао је 1942. године. У рату је био политички комесар Сплитског партизанског одреда, а од септембра 1943. политички комесар Четврте далматинске (сплитске) бригаде; био је члан Политодела дивизије и начелник Пропагандног одсека армије.
После ослобођења завршио је Вишу војну академију ЈНА, Ратну школу, студије права, а 1972. магистрирао је на Филозофском факултету у Београду.
Био је на функцијама у Генералштабу ЈНА, уредник листа „Народна армија”. Од 1957. до 1960. био је војни изасланик Југославије у Грчкој. Од 1970. био је саветник и помоћник савезног секретара за спољне послове, 1975–1977. амбасадор СФРЈ у Тунису, затим шеф Кабинета Председника Републике 1977–1980, а од 1981. амбасадор у Шпанији. Као члан делегације СФРЈ учествовао је на неколико заседања Генералне скупштине УН, на више скупова несврстаних земаља, на Конференцији о европској безбедности и сарадњи у Хелсинкију 1975. и другим међународним конференцијама о разоружању, стратегијским проблемима, о Медитерану и остало.

## Публицистика и одликовања
Од 1945. бавио се марксистичком публицистиком. Објављивао је чланке у више домаћих листова и часописа: Међународна политика, 1963–1966, 1969, 1972–1975; Народна армија, 1964, 1966, 1969, 1970; Вјесник, 1966, 1974; Комунист, 1967, 1968, 1970, 1972; Војно дело, 1972; Борба, 1974, 1976, 1981; Војно политички информатор, 1975. и остало. Објавио је више студија и расправа о војно-политичким питањима савременог света и политици несврстаности, међу којима: Војно политички аспект интеграције земаља западне Европе (Војно дело, 1963, бр. 1; награђен наградом »22. децембар« за 1963), Војашка стратегија световних сил (Теорија ин пракса, 1968, бр. 1), Скица једног модела европске безбедности (Међународна политика, 1969, бр. 472 и 473), Година афирмације политике несврставања (Војно политички информатор, 1975, бр. 2) и остало.
Носилац је Партизанске споменице 1941, Ордена заслуга за народ са златном звездом и других одликовања.